# Barthel Bruyn el jove
Barthel Bruyn el jove   (Colònia, 1530 (Gregorià) - Colònia, 1607), normalment anomenat el Jove per distingir-lo del seu pare del mateix nom, va ser un pintor alemany actiu a Colònia. Destaca principalment pels seus retrats.

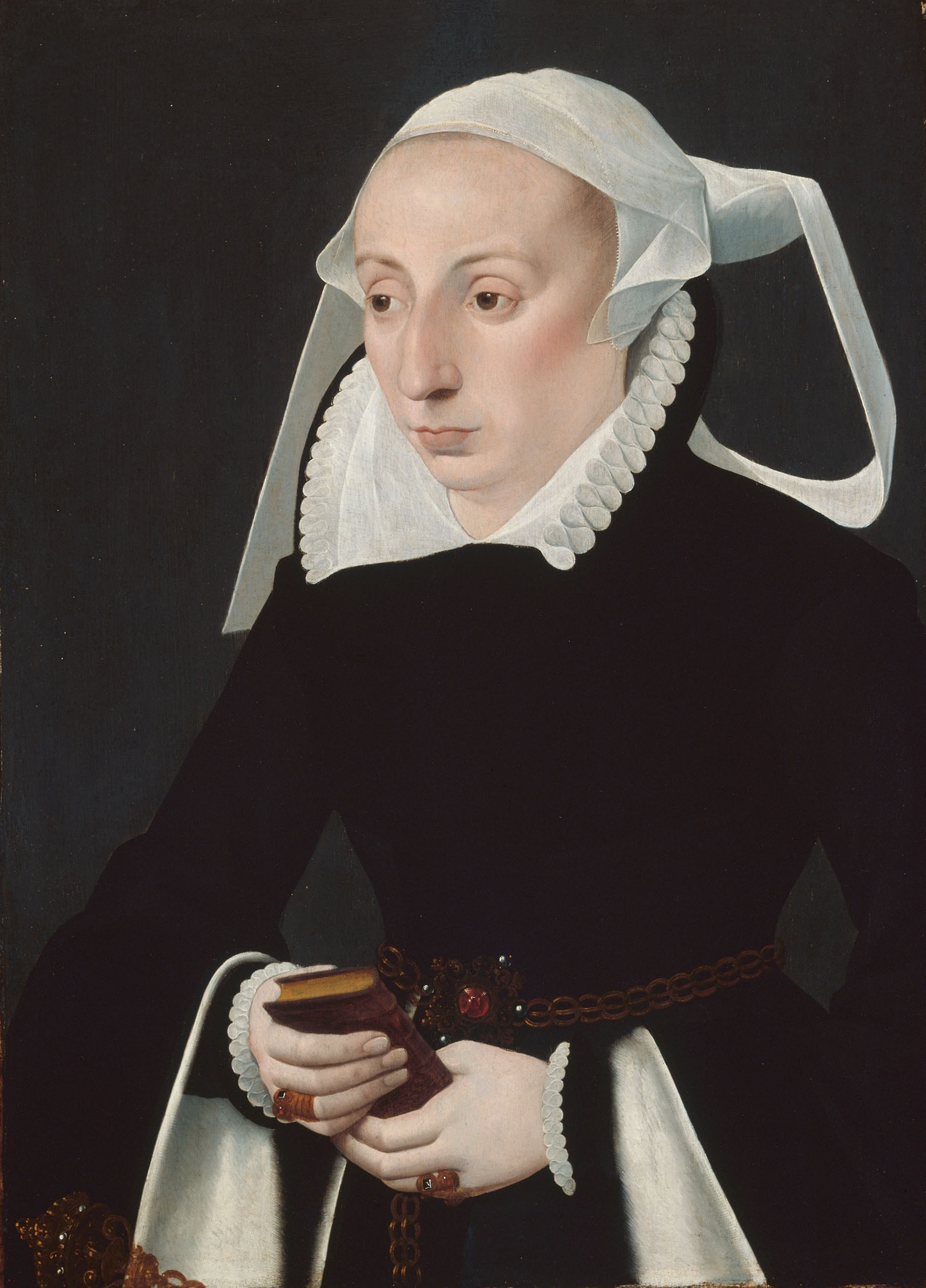
Dona amb llibre d'oracions de Barthel Bruyn el Jove, c. 1560, oli sobre fusta, Art Institute of Chicago

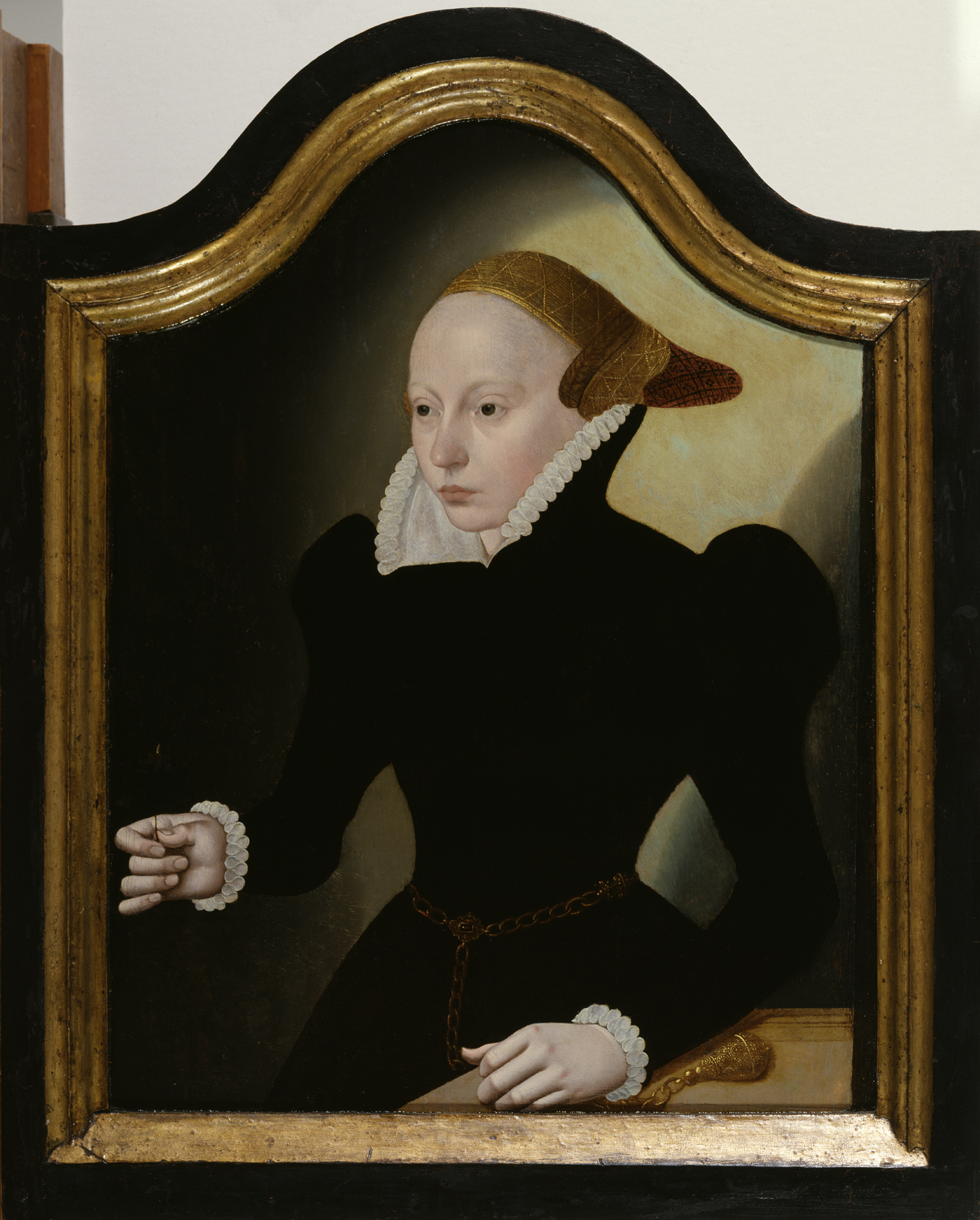
Retrat d'una dona jove amb una rosa, c. 1560, Museu d'Art Walters

Va néixer a Colònia, on es va formar al taller del seu pare. Des del 1547 aproximadament, va treballar amb el seu pare i el seu germà gran Arnt en una sèrie de 57 escenes del Nou Testament per als claustres del Karmelitenkloster de Colònia. La seva única pintura signada, un díptic de Crist portant la creu i Vanitas (1560, al Rheinisches Landesmuseum Bonn), ha servit com a pedra de toc per als estudiosos que han identificat l'obra de Bruyn el Jove per estil.
Els seus retrats són d'estil semblant als del seu pare, però són una mica més senzills. Les assistents solen ser representades de mig cos sobre un fons pla; la cara és el centre d'atenció, però els detalls del vestuari es descriuen nítidament i es dona protagonisme a les mans. Bruyn normalment treballava dins d'una paleta limitada de colors harmoniosos: negre, blanc, gris i marrons, animats per tons carns límpids. Les seves pintures destaquen pels seus contrastes efectius de zones clares i fosques i una representació exquisida de les textures superficials.
Després de la mort del seu pare el 1555, Bruyn va heretar el taller i va continuar servint a la mateixa clientela. Com el seu pare, va ser actiu en els afers cívics de Colònia. Va ser elegit a l'Ajuntament de Colònia els anys 1567, 1580 i 1607. La seva visió fallida va fer que deixés de pintar i tanqués la botiga cap al 1590. Va morir a Colònia entre 1607 i 1610.

## Referéncies
1. 1 2 3 4 5  Oxford Art Online
2. 1 2  Sweet, Frederick A. (March 1941). "Woman with Prayer Book by Bartel Bruyn the Younger". Bulletin of the Art Institute of Chicago (1907-1951) 35 (3): 34–33.